# Liste der Kulturdenkmale in Dreitzsch
Die Liste der Kulturdenkmale in Dreitzsch umfasst die als Einzeldenkmale, Bodendenkmale und Denkmalensembles erfassten Kulturdenkmale auf dem Gebiet der Gemeinde Dreitzsch im thüringischen Saale-Orla-Kreis (Stand: August 2022). Die Angaben in der Liste ersetzen nicht die rechtsverbindliche Auskunft der zuständigen Denkmalschutzbehörde.

## Legende
- Bild: zeigt ein Bild des Kulturdenkmals und gegebenenfalls einen Link zu weiteren Fotos des Kulturdenkmals im Medienarchiv Wikimedia Commons
- Bezeichnung: Name, Bezeichnung oder die Art des Kulturdenkmals
- Lage: Wenn vorhanden Straßenname und Hausnummer des Kulturdenkmals; Grundsortierung der Liste erfolgt nach dieser Adresse. Der Link Karte führt zu verschiedenen Kartendarstellungen und nennt die Koordinaten des Kulturdenkmals.
 Kartenansicht, um Koordinaten zu setzen – in dieser Kartenansicht sind Kulturdenkmale ohne Koordinaten mit einem roten bzw. orangen Marker dargestellt und können in der Karte gesetzt werden. Kulturdenkmale ohne Bild sind mit einem blauen bzw. roten Marker gekennzeichnet, Kulturdenkmale mit Bild mit einem grünen bzw. orangen Marker.
- Datierung: gibt das Jahr der Fertigstellung beziehungsweise das Datum der Erstnennung oder den Zeitraum der Errichtung an
- Beschreibung: bauliche und geschichtliche Einzelheiten des Kulturdenkmals, vorzugsweise die Denkmaleigenschaften
- ID: Die ID identifiziert das Kulturdenkmal eindeutig. In Thüringen sind aktuell keine IDs veröffentlicht. In der ID-Spalte kann sich auch folgendes Icon  befinden, dies führt zu Angaben zu diesem Kulturdenkmal bei Wikidata.

## Kulturdenkmale nach Ortsteilen

### Alsmannsdorf
| Bild            | Bezeichnung              | Lage                    | Datierung | Beschreibung | ID |
| --------------- | ------------------------ | ----------------------- | --------- | ------------ | -- |
| Fotos hochladen | Brücke am Wehr           | (Karte)                 |           |              |    |
| BW              | Giebelständiges Wohnhaus | Alsmannsdorf 14 (Karte) | 1874      |              |    |

### Dreitzsch
| Bild                                    | Bezeichnung                                                       | Lage                                               | Datierung | Beschreibung                                                                                           | ID |
| --------------------------------------- | ----------------------------------------------------------------- | -------------------------------------------------- | --------- | --- | -- |
| Fotos hochladen                         | Orlabrücke                                                        | An der Kreisstraße (Karte)                         |           | |    |
| Direkt Bild zu diesem Denkmal hochladen | Gehöft                                                            | Ortsstraße 6 (neu Am Kirchberg 6)                  |           | |    |
| Direkt Bild zu diesem Denkmal hochladen | Gehöft                                                            | Ortsstraße 21                                      |           | |    |
| Direkt Bild zu diesem Denkmal hochladen | Wohnstallhaus                                                     | Ortsstraße 30                                      |           | Scheune abgebrochen                                                                                    |    |
| Direkt Bild zu diesem Denkmal hochladen | Hofanlage                                                         | Ortsstraße 44                                      |           | |    |
| Direkt Bild zu diesem Denkmal hochladen | Büchersmühle (Sägewerk)                                           | Ortsstraße 56 (ehemals Nr. 55)                     |           | |    |
| weitere Bilder Fotos hochladen          | Kirche mit Ausstattung und Wehrmauer                              | Ortsstraße (Karte)                                 |           | |    |
| weitere Bilder Fotos hochladen          | Kreuzstein                                                        | 9 m östlich von der Kirchhofmauer entfernt (Karte) |           | Bodendenkmal                                                                                           |    |
| Direkt Bild zu diesem Denkmal hochladen | ehemalige Wasserburg                                              | sö. Ortslage                                       |           | Bodendenkmal; ab dem 16. Jh. Umbau des Rittergutes zum Schloss, 1948 Sprengung, Einfriedung erkennbar. |    |
| Direkt Bild zu diesem Denkmal hochladen | Gräberfeld                                                        | nördlich an der Bundesstraße, Flur „Schmerhügel“   |           | Bodendenkmal                                                                                           |    |
| Direkt Bild zu diesem Denkmal hochladen | Reste der ehemaligen Gutsanlage – Areal der ehemaligen Wasserburg | Ortsstraße                                         |           | Bodendenkmal                                                                                           |    |